# Neriene digna
Neriene digna är en spindelart som först beskrevs av Eugen von Keyserling 1886.  Neriene digna ingår i släktet Neriene och familjen täckvävarspindlar. Inga underarter finns listade i Catalogue of Life.